# Phalacrocorax featherstoni
Phalacrocorax featherstoni là một loài chim trong họ Phalacrocoracidae.